# Stjernebyen
Stjernebyen (russisk: Звёздный Городок, Zvyozdny Gorodok) er en lille by uden for Moskva, hvor kosmonauter i den Føderale russiske rumfartsorganisation trænes til rumflyvning på Gagarin Kosmonauttræningscentret.
55°52′38″N 38°06′48″Ø / 55.8772°N 38.1133°Ø